# Bananenblatt

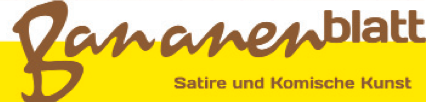
Früheres Logo

Das Bananenblatt (Untertitel: Das Magazin der Komischen Künste) war eine österreichische Satirezeitschrift aus Wien. Sie erschien seit 2010 vierteljährlich in einem Umfang von 32 Seiten im A4-Format. Die Auflage betrug 10.000 Stück. Das Magazin wurde über Abonnements, den Verkauf im Buch- und Zeitschriftenhandel und mittels Verteilaktionen in Wien vertrieben. Die Zeitschrift wurde  mit der Ausgabe 26 (Winter 2017/2018) eingestellt.